# Чемпіонат України зі спідвею серед пар

Чемпіонат України серед пар 2004 р. (Рівне)

Чемпіонат України зі спідвею серед пар — щорічний турнір, що проводиться Федерацією мотоспорту України (ФМУ).

## Правила турніру
До складу кожної з команд входять 2 основних учасника та 1 запасний. 
Запасний гонщик може замінювати будь-якого основного в будь-якому заїзді за рішенням тренера.
На чемпіонат дозволено заявляти декілька команд від клубу.

## Переможці
| Рік                                                                                     | Місце фіналу            | Переможець                                                                                           | Срібна медаль                                                                    | Бронзова медаль                                                                       |
| --------------------------------------------------------------------------------------- | ----------------------- | --- | -------------------------------------------------------------------------------- | ------------------------------------------------------------------------------------- |
| 15.05.1993 19.06.1993 24.07.1993                                                        | Рівне Львів Червоноград | "СКА-Рось-СОТ-1" (Львів) (Олександр Лятосинський, Володимир Колодій, Ігор Главинський)               | "СКА-Рось-СОТ-2" (Львів) (Дмитро Грєзін, Ігор Борисенко)                         | "Фантастика" (Рівне) (Володимир Трофимов, Ігор Звєрєв, Ігор Мурашко)                  |
| 22.10.1994                                                                              | Червоноград             | Львів (Володимир Колодій, Ігор Борисенко)                                                            | Рівне (Ігор Марко, Анатолій Жабчик-молодший)                                     | Червоноград (Ігор Дмитришин, Ігор Єпіфанов)                                           |
| 19.08.1995                                                                              | Червоноград             | Львів-1(Володимир Колодій, Олександр Лятосинський)                                                   | Червоноград-1 (Василь Коваль, Андрій Сіньковський)                               | Львів-2 (Микола Білявський, Віталій Семенець)                                         |
| 1996-2000 - Чемпіонат не проводився                                                     |                         | |                                                                                  |                                                                                       |
| 14.10.2001 (окремої гонки не проводилося, залік виведено за результатами особистого ЧУ) | Львів                   | "СКА" (Львів) (Олександр Лятосинський, Ігор Борисенко)                                               | "Технікс" (Червоноград) (Ігор Марко, Ігор Єпіфанов)                              | "Спідвей-Клуб Трофимов" (Рівне) (Петро Велесик, Володимир Трофимов)                   |
| 21.04.2002 21.07.2002                                                                   | Червоноград Рівне       | "СКА-1" (Львів) (Олександр Лятосинський, Ігор Борисенко)                                             | "Технікс" (Червоноград) (Ігор Марко, Ігор Єпіфанов, Петро Федик)                 | "СКА-2" (Львів) (Сергій Сенько, Дмитро Мусієвський, Любомир Войтик)                   |
| 13.09.2003                                                                              | Рівне                   | "Спідвей-Клуб Трофимов-1" (Рівне) (Володимир Трофимов, Володимир Колодій,Володимир Омельян)          | "Спідвей-Клуб Трофимов-2" (Рівне) (Віктор Гайдим, Олексій Попцов, Ігор Єпіфанов) | "СКА-1" (Львів) (Сергій Сенько, Ігор Борисенко)                                       |
| 14.05.2004 14.08.2004                                                                   | Львів Рівне             | "Спідвей-Клуб Трофимов-1" (Рівне) (Володимир Трофимов, Володимир Колодій,Володимир Колодій-молодший) | "СКА-1" (Львів) (Віктор Гайдим, Сергій Сенько, Ігор Борисенко)                   | "Спідвей-Клуб Трофимов-2" (Рівне) (Олександр Бородай, Олег Немчук, Володимир Омельян) |
| 11.06.2005                                                                              | Львів                   | "СКА-1" (Львів) (Сергій Сенько,Іван Миронов)                                                         | "Технікс-1" (Червоноград) (Петро Федик, Максим Юрійчак, Олександр П'ятничко)     | "Технікс-2" (Червоноград) (Василь Коваль, Віктор Савицький)                           |
| 2006 - Чемпіонат не проводився                                                          |                         | |                                                                                  |                                                                                       |
| 02.11.2007                                                                              | Рівне                   | "Спілка професійних спортсменів" (Рівне) (Олександр Бородай, Михайло Онешко)                         | "Збірна Рівного" (Олег Немчук, Андрій Комончук)                                  | "Шахтар-1" (Червоноград) (Петро Федик, Андрій Сіньковський)                           |
| 28.06.2008                                                                              | Рівне                   | "СКА-1" (Львів) (Олександр Бородай, Володимир Дубінін)                                               | "Спілка професійних спортсменів" (Рівне) (Володимир Омельян, Олег Немчук)        | "Шахтар-1" (Червоноград) (Петро Федик, Кирило Цуканов)                                |
| 29.08.2009                                                                              | Львів                   | "СКА-1" (Львів) (Володимир Дубінін, Кирило Цуканов, Тарас Федоренко)                                 | "Шахтар-1" (Червоноград) (Андрій Карпов, Олександр Локтаєв)                      | "Каскад-1" (Рівне) (Володимир Колодій-мол., Михайло Онешко)                           |
| 11.09.2010                                                                              | Рівне                   | "Каскад-1" (Рівне) (Ярослав Полюхович, Олександр Бородай)                                            | "Шахтар-1 (Червоноград) (Володимир Тейгел,Олександр Локтаєв)                     | "Шахтар/СКА" (Червоноград/Львів) ((Андрій Кобрин, Володимир Дубінін)                  |
| 15.10.2011                                                                              | Вознесенськ             | Львівська область (Кирило Цуканов, Андрій Кобрин)                                                    | "Каскад-1 (Рівне) (Олександр Бородай, Станіслав Мельничук)                       | "Каскад-3 (Рівне) (Володимир Омельян, Павло Кондратюк)                                |
| 06.04.2012                                                                              | Вознесенськ             | Львівська область (Кирило Цуканов, Володимир Тейгел)                                                 | Миколаївська область (Станіслав Мельничук, Олександр Бородай)                    | "MIR-1" (Рівне) (Ярослав Полюхович, Станіслав Огородник)                              |
| 14.04.2013                                                                              | Вознесенськ             | Львівська область (Андрій Кобрин, Володимир Тейгел)                                                  | "Каскад" (Рівне) (Станіслав Мельничук, Олександр Бородай)                        | "MIR-1" (Рівне) (Ярослав Полюхович, Віталій Лисак)                                    |
| 2014-2020 - Чемпіонат не проводився                                                     |                         | |                                                                                  |                                                                                       |